# ガストン・ティサンディエ
ガストン・ティサンディエ（Gaston Tissandier 、1843年11月21日 – 1899年8月30日）はフランスの化学者、気象学者、気球乗り、著述家である。1870年、普仏戦争時に包囲されたパリから気球で脱出したことで有名。科学雑誌、"La Nature"の編集者であり、いくつかの著述を残した。
兄はイラストレーターのアルベール・ティサンディエ（Albert Tissandier 、1839年-1906年）であり、息子のポール・ティサンディエ(Paul Tissandier 、1881年-1944年）も航空の分野で活躍した。

## 経歴
1843年にパリに生まれた。化学を学び、1864年にUnion nationalesの実験室の室長になった。工学協会の教師も気象学への興味から、気球に乗り始めた。1868年、クロード＝ジュール・デュフール（Claude-Jules Dufour ）とともに初めてカレーから気球に乗った。気球は風によって海に流されたが、上空の逆向きの風に乗って陸に戻ることができた。1870年には普仏戦争で包囲されたパリから気球で脱出した。1875年4月にはJoseph Croce-Spinelliと Théodore Sivelとともに気球で8,600mの高さに達したが、2人の同僚は酸素不足で死に、ティサンディエは生き残ったが、聴力を失った。

1883年10月8日の電気駆動の飛行船

1883年10月8日にティサンディエは飛行船に電気機で駆動するプロペラを取り付け、これが史上最初の電動航空機による飛行となった。
フランス科学アカデミーに気象学分野の報告書を提出した。1873年には週刊の科学雑誌、ラ・ナテュールを創刊し1896年まで編集を行った。この雑誌はその後も発行が続けられた。

## 気球による航空記録 (一部)

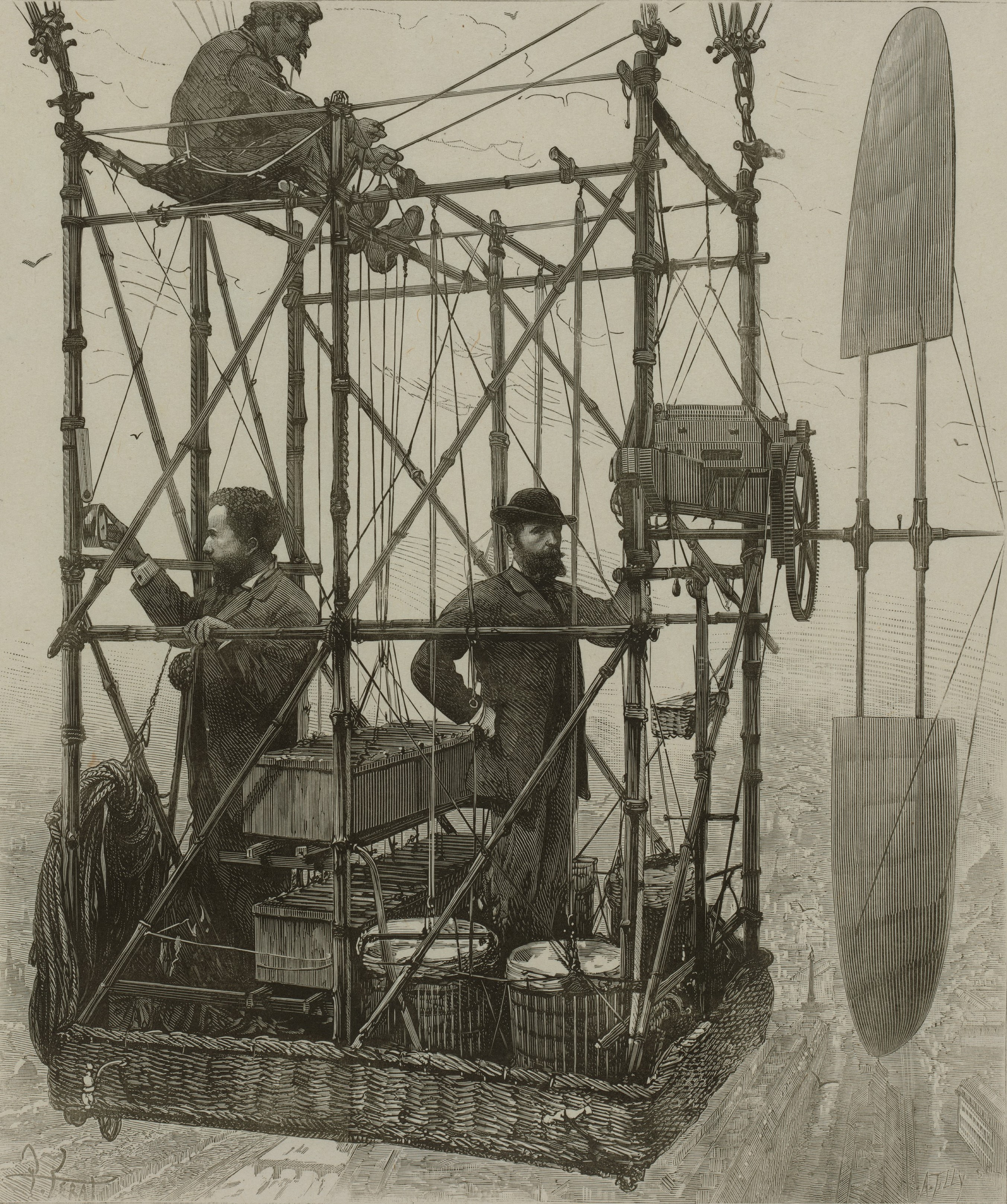
電気駆動飛行船に乗るガストン（右）とアルベール（左）。上の人物は姓名不詳。（J. フェラ画）

- 1868年8月16日：飛行士クロード＝ジュール・デュリューフとの初飛行。
- 1869年6月27日：北極点に到達。
- 1870年9月30日：パリ包囲戦から逃れるために、パリ15区のヴォジラールにあったガス工場（現在のサン＝ランヴェール広場）からセレステ号で離陸し、ドルーに着陸[1]。
- 1872年6月8日：ルッサン男爵と飛行。気球の影の周囲にブロッケン現象があらわれた[2]。
- 1873年2月16日：アルベールが同乗。今回もブロッケン現象が見られた。氷の結晶の中を通り、人工雷の実験をする。モンティロー高原に急降下し着陸[3]。
- 1873年10月4日：ジャン・バール号にてラ・ヴィレットのチョコレート工場から離陸し、クルイ＝シュル＝ウルクに軟着陸。飛行中風にあおられたが、大気の偏光作用に関する研究を行なう。乗客は学者のアンリ兄弟、兄のアルベール、画家のレオン・ボナ。着陸後気球が村民に捕まる。
- 1874年9月24日：ジャーナリストのウィルフレッド・ド・フォンヴィエル、兄のアルベール、探検家のルシアン・マルクなどが参加。ノジャンに着陸。
- 1875年3月23日：ゼニス号にてラ・ヴィレットからラントンまで飛行。乗客は兄アルベール、発明家のクロード・ジョヴェール、飛行士のセオドール・シヴェルとジョゼフ・クロッセ・スピネッリ。
- 1875年4月15日：再びゼニス号にて。飛行高度の記録更新に挑むが、シヴェルとスピネッリが酸欠で事故死する。
- 1875年11月9日：シヴェルの義弟が所有するアトモスフェール号にて。イリエ＝コンブレに着陸[4]。
- 1877年9月29日 : シャベネーの工場からアンリ・ジファールの水素気球に乗船。副操縦士はアルベール。
- 1878年6月30日：テュイルリー宮殿前からトルシー (セーヌ＝エ＝マルヌ県)まで飛行。医学博士のジュール・ゴダール (Jules Godard)が同乗。1878年のパリ万博展示の係留気球の準備をする[5]。
- 1879年7月30日：ル・ナショナル号にてラ・ヴィレットからヴィノンツまで飛行。アルマン・プティ（Armand Petit）とアルベールが同乗[6]。
- 1883年10月8日：電気駆動の飛行船による初飛行。
- 1884年9月26日：飛行船による二度目の飛行。
- 1885年6月19日：コマンダント・リヴィエル号にてオートゥイユの航空工場から飛行。写真家のジャック・デュコム（Jacques Ducom）が同乗[7]。
- 1886年7月2日：オートゥイユからセグリまで飛行。アルベールとナダールが乗船し、航空写真を撮る[8]。
- 1886年7月16日：ふたたびアルベールとナダールとともに航空写真を撮る。

## 著書

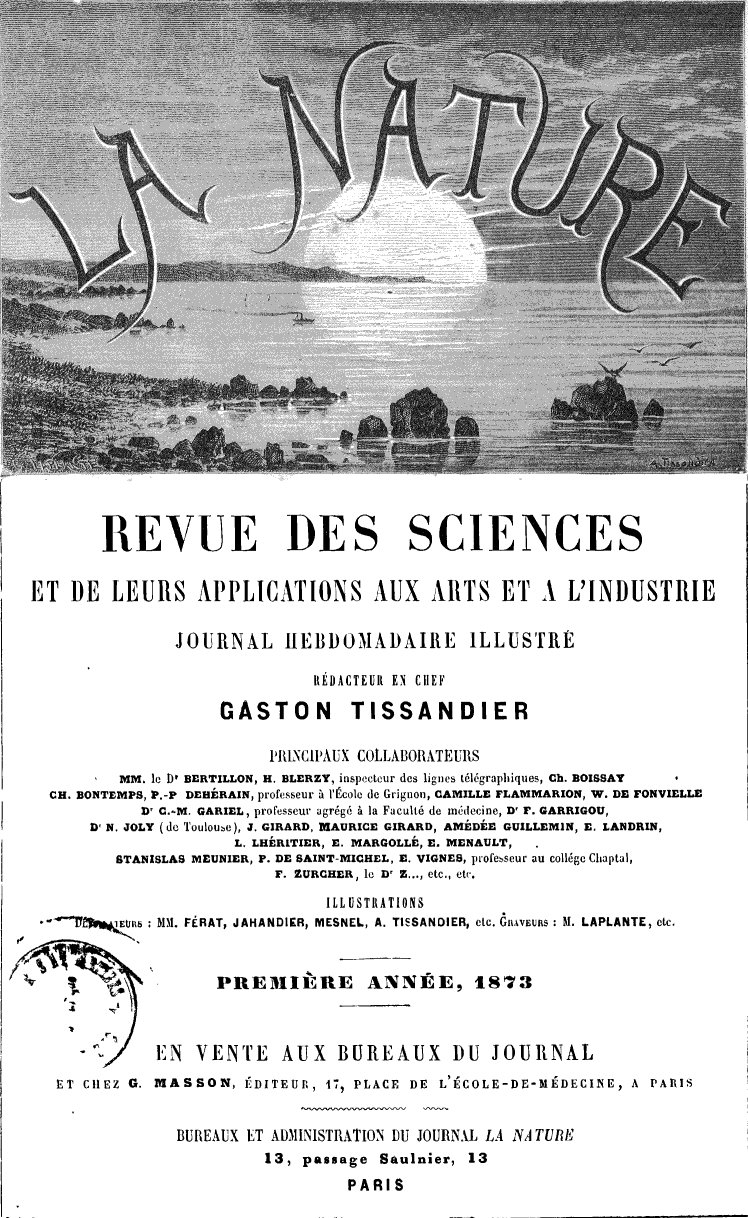
「ラ・ナテュール」創刊号の表紙

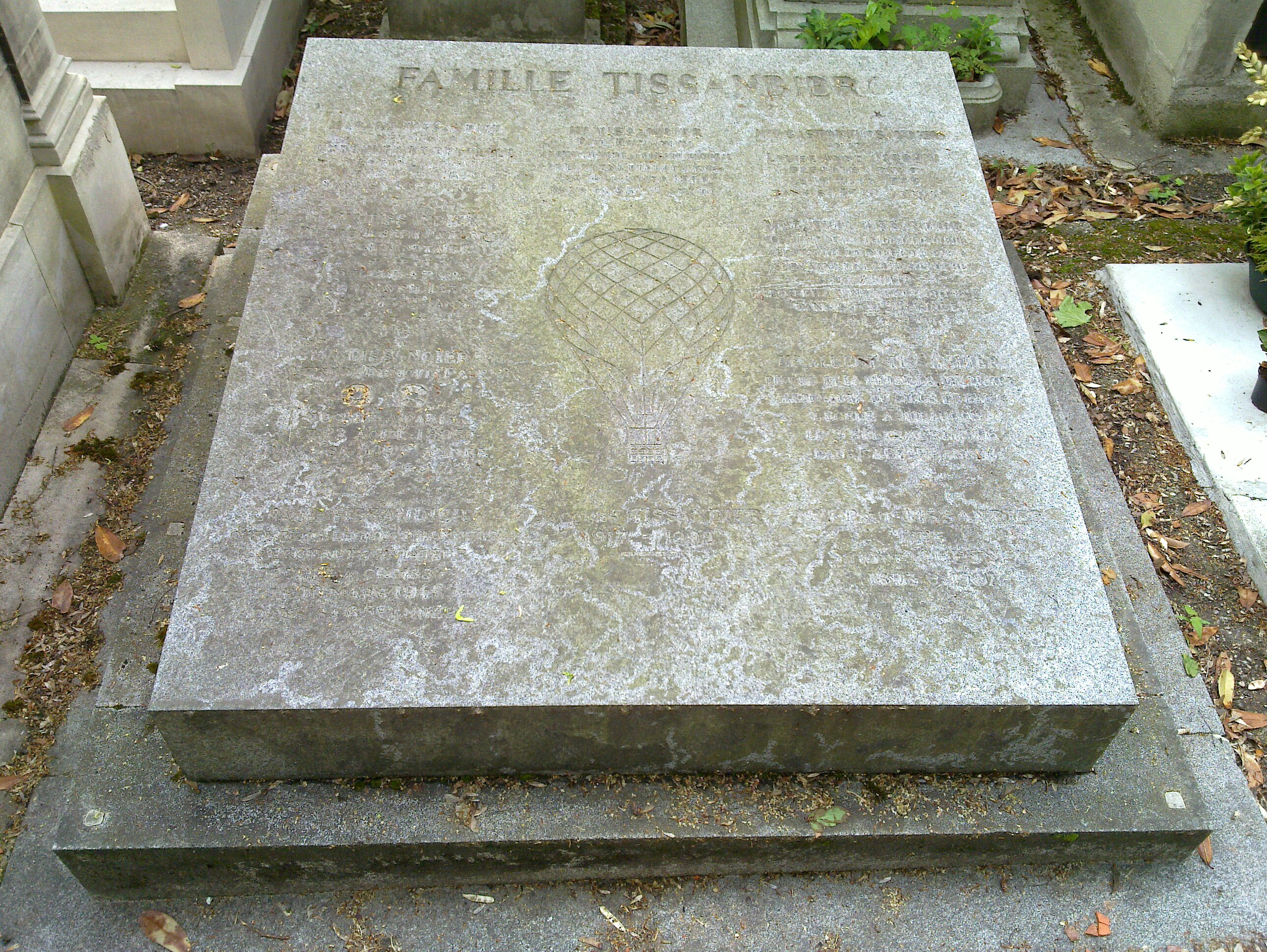
気球の陰刻が施されたティサンディエ家の墓碑（ペール・ラシェーズ墓地27区）

- Eléments de Chimie (1870)
- L'Eau (1867)
- La Houille (1886)
- Histoire de mes ascensions récit de quarante voyages aériens (1868-1886) (1887; German edition 1872)
- En ballon! Pendant le siège de Paris. Souvenirs d'un aéronaute (1871)
- Les Merveilles de la photographie (1874)
- Histoire de la gravure typographique (1875)
- Simples notions sur les ballons (1876)
- A history and handbook of photography (La photographie, 1873)
- Le Grand Ballon captif à vapeur de M. Henry Giffard (1879)
- Les Martyrs de la science (1879)
- Observations météorologiques en ballon. Résumé de 25 ascensions aérostatiques (1879)
- Les ballons dirigeables: Application de l'électricité à la navigation aerienne; [Ouvrage accompagné de 35 fig. et de 4 pl. hors texte] (1885)
- La photographie en ballon, avec une table (1886)
- Histoire des ballons et des aéronautes célèbres (1890)
- La Tour Eiffel de 300 mètres: description du monument, sa construction, ses organes mécaniques, son but et son utilité. Avec une lettre autographie de G. Eiffel (1889)
- Bibliographie aéronautique: Catalogue de livres d'histoire, de science, de voyages et de fantaisie, traitant de la navigation aérienne ou des aérostats (1887)
- Les récréations scientifiques ou l'enseignement par les jeux (1880)

## 受賞歴

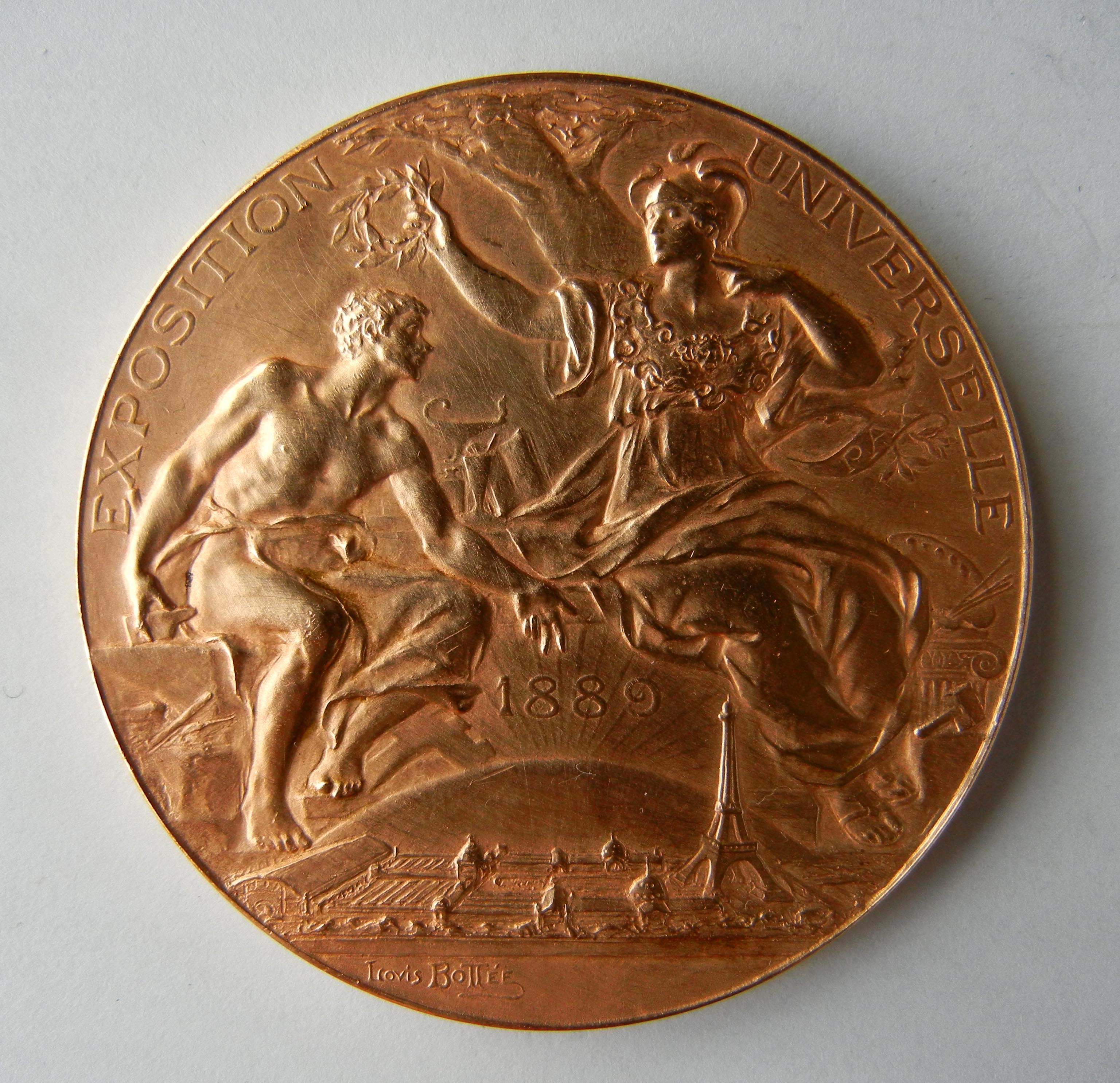
1889年パリ万博受賞メダル（ルイ＝アレキサンドル・ブッティ作）の表面

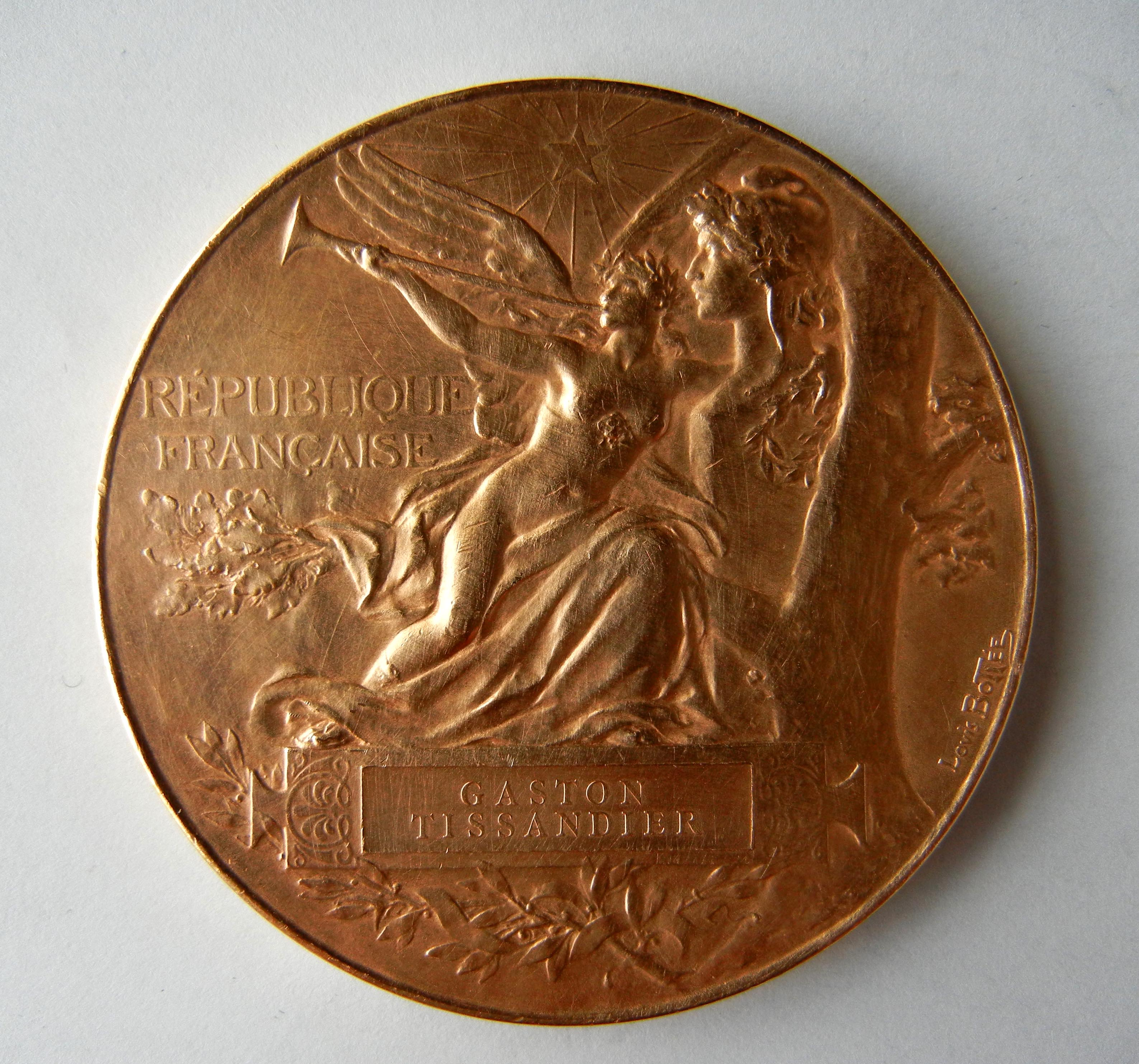
メダルの裏面

- 1881年6月、フランス航空協会から金メダルを受け、以後同会会長を務める。
- 1883年、デュロワ・ブリュニャック、ヴィクトル・タタンとともにペノー賞を受ける。同年、フランス科学アカデミー賞を受ける。
- フランス気象学会副会長
- レジオンドヌール勲章シュヴァリエ受章
- フランス国民産業振興協会金賞
- 1934年、パリ市議会はパリ18区にガストン・ティサンディエ通りを指定[9]。